# Guarani das Missões
Guarani das Missões is een Braziliaanse gemeente in de staat Rio Grande do Sul. De gemeente telde in juli 2009 ongeveer 8.414 inwoners.